# Spiritual Genocide
Spiritual Genocide è il dodicesimo album in studio del gruppo musicale thrash metal tedesco Destruction.

## Tracce
1. Exordium – 1:03
2. Cyanide – 3:21
3. Spiritual Genocide – 3:39
4. Renegades – 3:55
5. City of Doom – 4:01
6. No Signs of Repentance – 3:24
7. To Dust You Will Decay – 4:21
8. Legacy of the Past – 4:50
9. Carnivore – 4:28
10. Riot Squad – 4:12
11. Under Violent Sledge – 4:09

1. Princess of the Night (cover dei Saxon) – 3:52
2. Carnivore (guest version) – 4:28
3. The Hammer (cover dei Motörhead) – 2:35

## Formazione
- Marcel "Schmier" Schirmer – basso, voce
- Mike Sifringer – chitarra
- Vaaver – batteria, voce